# Deu-la-Deu Martins
Pour les articles homonymes, voir Martins.
Deu-la-Deu Martins est un personnage légendaire du XIVe siècle de la ville de Monção, dans la région du Minho, au nord du Portugal. Selon la légende, elle aurait trompé l'armée castillane et mis fin au siège de la ville durant les guerres fernandines.

## Légende
Durant les guerres fernandines, qui opposaient Ferdinand Ier du Portugal à Henri II de Castille, la ville de Monção fut assiégée par l'armée espagnole. Le siège durait depuis longtemps et la faim commençait à faire rage dans l'enceinte de la ville. C'est alors que Deu-la-Deu, femme du capitaine en chef de Monção, Vasco Gomes de Abreu, intervint. Elle rassembla le peu de farine qu'il restait aux habitants et fit quelques pains. Une fois cuits, elle les prit et se rendit au sommet des murailles de la ville. S'adressant à l'ennemi, elle leur jeta les pains et cria : « À vous, qui ne pouvez pas nous conquérir par la force des armes, vous avez voulu nous pousser à nous rendre par la faim. Nous, plus humains et parce que, grâce à Dieu, nous sommes bien pourvus, voyant que vous ne vous arrêterez pas, nous vous envoyons cette aide et nous donnerons plus si vous le demandez ! ». En entendant cela, les castillans pensèrent que les habitants ne manquaient pas de vivres et qu'ils seraient capables de tenir le siège encore longtemps. Ils levèrent le siège et s'en retournèrent en Castille. De cette façon, avec audace et courage, Deu-la-Deu sauva la ville et resta à jamais liée à l'histoire de Monção.

## Postérité et hommages
Il n'est toujours pas établi si Deu-la-Deu est un personnage historique ou légendaire, beaucoup affirment être ses descendants.
Parmi tous les hommages qui lui ont été rendus par la ville, une place porte son nom. Sur cette place se trouve une statue construite en 1837 représentant une femme avec ce qui semble être un tamis. Bien que la plupart des gens pensent qu'il s'agit de Deu-la-Deu, il semble pourtant que ce monument représente une Danaïde, comme en témoigne l'inscription à ses pieds.
La confusion viendrait du fait que les armoiries de la ville, aussi présentes sur la statue, montrent Deu-la-Deu au sommet d'une forteresse, des pains à la main.